# Furcula syra
Furcula syra är en fjärilsart som beskrevs av Grum-grshimailo 1899. Furcula syra ingår i släktet Furcula och familjen tandspinnare. Inga underarter finns listade i Catalogue of Life.